# Pardubice (region)
Pardubice (tjeckiska: Pardubický kraj, tyska: Pardubitzer Region, polska: Kraj pardubicki) är en administrativ region (kraj) i Tjeckien, belägen i den östra delen av Böhmen, med en mindre del i Mähren. Den är namngiven efter huvudorten Pardubice. Regionen hade 510 037 invånare vid folkräkningen år 2021, på en yta av 4 519,26 km².
Regionen är indelad i 451 kommuner (2019).
Av regionens invånare är 95,74 % tjecker, 1,76 % mährer, 1,45 % slovaker och 0,89 % ukrainare (2021).

## Distrikt
- Chrudim
- Pardubice
- Svitavy
- Ústí nad Orlicí